# Берисалићи
Берисалићи су насељено место у Босни и Херцеговини, у општини Олово, које административно припада Федерацији Босне и Херцеговине. Према последњем попису становништва из 2013. у насељу је живио 451 становник.

## Географија
Насеље се налази на надморској висини од 825 метара, површине 6,64 km², са густином насељености 71,23 становника по km².

## Становништво
| Националност       | 1971.        | 1981.        | 1991.        | 2013.        |
| Срби               | 192 (57,83%) | 192 (60,38%) | 173 (60,07%) |              |
| Муслимани          | 134 (40,36%) | 121 (38,05%) | 108 (37,50%) | 447 (99,11%) |
| Црногорци          | 5 (1,506%)   | 1 (0,314%)   |              |              |
| Хрвати             | 1 (0,301%)   | 3 (0,943%)   | 2 (0,887%)   |              |
| Југословени        |              | 1 (0,314%)   | 3 (1,042%)   |              |
| остали и непознато |              |              | 2 (0,694%)   | 4 (0,694%)   |
| Укупно             | 332          | 318          | 288          | 451          |